# Wildwood (Missouri)
Wildwood é uma cidade localizada no estado americano do Missouri, no Condado de St. Louis.

## Demografia
Segundo o censo americano de 2000, a sua população era de 32.884 habitantes.
Em 2006, foi estimada uma população de 34.549, um aumento de 1665 (5.1%).

## Geografia
De acordo com o United States Census Bureau tem uma área de 172,0 km², dos quais 171,0 km² cobertos por terra e 1,0 km² cobertos por água.

## Localidades na vizinhança
O diagrama seguinte representa as localidades num raio de 12 km ao redor de Wildwood.